# Schaefferia baschkirica
Schaefferia baschkirica är en urinsektsart som beskrevs av Kniss 1985. Schaefferia baschkirica ingår i släktet Schaefferia och familjen Hypogastruridae. Inga underarter finns listade i Catalogue of Life.